# Dieurostus dussumieri
Dieurostus dussumieri is een slang uit de familie waterdrogadders (Homalopsidae).

## Naam en indeling
De wetenschappelijke naam van de soort werd voor het eerst voorgesteld door André Marie Constant Duméril, Gabriel Bibron en Auguste Duméril in 1854. Oorspronkelijk werd de wetenschappelijke naam Eurostus dussumieri gebruikt. De soort behoorde lange tijd tot het geslacht Enhydris, waardoor de verouderde wetenschappelijke namen in de literatuur wordt gebruikt. De soort werd door Carlos Berg in 1901aan het geslacht Dieurostus toegewezen en is tegenwoordig de enige vertegenwoordiger van deze monotypische groep.
De soortaanduiding dussumieri is een eerbetoon aan de Franse natuuronderzoeker Jean-Jacques Dussumier (1792 – 1883).

## Verspreiding en habitat
De soort komt voor in delen van Azië en leeft endemisch in delen van India, en alleen in de zuidwestelijk gelegen deelstaat Kerala. De habitat bestaat uit draslanden. Ook in door de mens aangepaste streken zoals vijvers, kwekerijen en kanalen kan de slang worden gevonden.

## Beschermingsstatus
Door de internationale natuurbeschermingsorganisatie IUCN is de beschermingsstatus 'veilig' toegewezen (Least Concern of LC).